# Witaszyce
Witaszyce (tyska Witaschütz) är en by i det administrativa distriktet Gmina Jarocin i Storpolens vojvodskap i centrala Polen. Witaszyce, som har anor från 1300-talet, hade 3 967 invånare år 2007.